# Nino van den Beemt
Nino van den Beemt (Rotterdam, 14 juni 1995) is een Nederlands voetballer die  als middenvelder speelt.

## Carrière
Nino van den Beemt speelde in de jeugd van Excelsior en SC Cambuur. Hij maakte zijn debuut in het profvoetbal voor SC Cambuur op 10 december 2018, in de met 1-2 gewonnen uitwedstrijd tegen Jong PSV. Eid augustus 2019 sloot hij aan bij Excelsior Maassluis.

### Statistieken
| Seizoen                        | Club           | Land           | Competitie     | Competitie | Competitie | Beker | Beker | Overig | Overig | Totaal | Totaal |
| Seizoen                        | Club           | Land           | Competitie     | Wed.       | Dlp.       | Wed.  | Dlp.  | Wed.   | Dlp.   | Wed.   | Dlp.   |
| ------------------------------ | -------------- | -------------- | -------------- | ---------- | ---------- | ----- | ----- | ------ | ------ | ------ | ------ |
| 2018/19                        | SC Cambuur     | Nederland      | Eerste divisie | 2          | 0          | 1     | 0     | —      | —      | 3      | 0      |
| Carrièretotaal                 | Carrièretotaal | Carrièretotaal | Carrièretotaal | 2          | 0          | 1     | 0     | 0      | 0      | 3      | 0      |
| Bijgewerkt op 22 december 2018 |                |                |                |            |            |       |       |        |        |        |        |